# Rudniki-Kolonia
Rudniki-Kolonia est une localité polonaise de la gmina de Koniecpol, située dans le powiat de Częstochowa en voïvodie de Silésie.